# Nadia Eke
Nadia Eke (ur. 11 stycznia 1993 w Akrze) – ghańska lekkoatletka specjalizująca się w trójskoku.
W 2014 zdobyła srebrny medal mistrzostw Afryki, była dziesiąta na igrzyskach Wspólnoty Narodów oraz reprezentowała kraje afrykańskie w pucharze interkontynentalnym w Marrakeszu. Brązowa medalistka igrzysk afrykańskich w Brazzaville (2015) a także mistrzyni Afryki z Durbanu (2016).
Stawała na podium mistrzostw NCAA.
Rekordy życiowe: stadion – 14,33 (8 czerwca 2019, Kingston) rekord Ghany; hala – 13,60 (14 stycznia 2017, Nowy Jork).

## Osiągnięcia
| Rok  | Impreza                    | Miejsce     | Lokata            | Wynik  |
| ---- | -------------------------- | ----------- | ----------------- | ------ |
| 2014 | Igrzyska Wspólnoty Narodów | Glasgow     | 10. miejsce       | 12,98  |
| 2014 | Mistrzostwa Afryki         | Marrakesz   | 2. miejsce        | 13,40w |
| 2014 | Puchar interkontynentalny  | Marrakesz   | 7. miejsce        | 13,28  |
| 2015 | Igrzyska afrykańskie       | Brazzaville | 3. miejsce        | 13,40  |
| 2016 | Mistrzostwa Afryki         | Durban      | 1. miejsce        | 13,42w |
| 2017 | Mistrzostwa Świata         | Londyn      | el. – 23. miejsce | 13,54  |
| 2018 | Igrzyska Wspólnoty Narodów | Gold Coast  | 10. miejsce       | 13,05  |
| 2021 | Igrzyska olimpijskie       | Tokio       | el. –             | NM     |